# 片平あかね
片平 あかね（かたひら あかね、1988年2月20日 - ）は、日本の元アーティスティックスイミング選手、元AV女優である。
東京都出身、CLAP所属。 

## 来歴
子供のころからスイミングスクールに通い、シンクロの体験講習に参加。その体験講習でシンクロの楽しさにはまり、本格的に練習を開始。高1から19歳まで世界水泳選手権の日本代表に選ばれ、出場を果たした。しかし、目標としていたオリンピックへの出場は実現せず、競技の第一線を退き、OLとして会社に就職した。
本人は「もともと人とは違うことをして目立ちたい」と始めたシンクロの経験から、現役を退いて以後、タレントや解説者として活動する先輩選手を羨望の目で見つめたことから、知人を介して芸能関係者に紹介。グラビアアイドルとして再出発を果たし、2015年1月、MUTEKIから発売されたアダルトビデオ『衝撃!世界大会1位のマーメイドがMUTEKIデビュー! 片平あかね』という作品でAV女優としてデビューした。

## 書籍

### 写真集
- Mermaid（2014年12月10日、双葉社、撮影：福島裕二） ISBN 978-4575308112